# Љубавни живот (ТВ серија)
Љубавни живот (енгл. Love Life) је америчка романтично-хумористичка антологијска стриминг телевизијска серија творца Сема Бојда чија је премијера била 27. маја 2020. када је покренута стриминг услуга HBO Max. Серија се у Србији емитује од 28. маја 2020. на стриминг услузи HBO Go. У јуну 2020, серија је обновљена за другу сезону.

## Радња
Антологијска серија која прати различите особе сваке сезоне од своје прве љубави до последње.

## Улоге

### Главни
| Глумац                | Улога        |
| --------------------- | ------------ |
| Ана Кендрик           | Дерби Картер |
| Зои Чао               | Сара Јанг    |
| Саша Компере          | Малори Мур   |
| Питер Вак             | Џим          |
| Вилијам Џексон Харпер |              |